# Малаков Дмитро Васильович
Дмитро́ Васи́льович Мала́ков (13 жовтня 1937, Київ — 9 січня 2019, Київ) — український краєзнавець-києвознавець, мистецтвознавець та історик архітектури, член Національної спілки краєзнавців України. Лауреат Премії імені Дмитра Яворницького Національної спілки краєзнавців України за 2012 рік. Син драматурга Василя Малакова, брат графіка Георгія Малакова, чоловік Ірини Малакової.

## Біографічні відомості
Народився 13 жовтня 1937 року в місті Києві (нині Україна). Його сім'я мешкала в комунальній квартирі на шостому поверсі по вулиці Круглоуніверситетській, № 7; з початком німецько-радянської війни, перейшла до бабусі на вулицю 25 Жовтня, а коли став вибухати і горіти Хрещатик, — до знайомих. Згодом як погорільці отримали квартиру на вулиці Юрія Коцюбинського, № 34А. Під час окупації міста перебував у дитячих будинках на Солом'янці, вулиці Керосинній та у Ворзелі. 1945 року пішов до школи № 24 на вулиці Воровського.
1960 року закінчив Київський інженерно-будівельний інститут. У 1960—1964 роках працював у системі Київенерго, у 1964—1977 роках — на київському заводі «Арсенал», у 1977—1992 роках — у Київському науково-дослідному і проектному інституті містобудування, у 1992—2012 роках — старший науковий співробітник Музею історії Києва. Помер у Києві 9 січня 2019 року.

## Друковані праці
Публікувався в періодиці від 1965 року, від 1970 року — на теми краєзнавства та охорони пам'яток історії та культури; в наукових збірках — від 1993 року. Автор:
- навчального посібника «Нариси з історії Києва» (2002 — у співавторстві з Михайлом Кальницьким та Оксаною Юрковою);

путівників
- «По Брацлавщине» (1982);
- «По Восточному Подолью» (1988);
- «По історичних містах Київської Руси» (фото Є. Дерлеменка,1990);
- «Два береги Збруча» (у співавторстві з Оленою Крушинською та Юрієм Козорізом, 2008);
- «29 зупинок від Хмільника до Хмельницького» (2009);
- «Прорізна. Ярославів Вал» (у співавторстві з Василем Галайбою, Валерієм Грузиним та Марією Кадомською);
- «13 київських зустрічей з Городецьким» (2011);
- «Від Кудрявця до Лук'янівки» (2014);
- «Між Бульваром і Кудрявцем» (2015);
- «Лук'янівка. Татарка» (2017);
- «Мала і Велика Житомирські» (2017);
- «Від „міста Ярослава“ до Либеді» (2017);
- «Київ столітньої давнини» (2017);
- «Шляхом Київ-Житомир» (2018);
- «Попід валом „міста Ярослава“» (лютий 2019).

альбомів
- «Георгій Малаков» (1984);
- «Киев Михаила Булгакова» (1990, 1993 — у співавторстві з Анатолієм Кончаковським);,
- «Золотоверхий Київ» (підтекстівки — 1995);
- «Печерськ» (під псевдо — 1996);
- «Книжкові знаки Георгія Малакова» (1998);
- «Київ. 1941—1943» (2000);
- «Тут був Євбаз, а потім — площа Перемоги» (2004);
- «Київ. 1939—1945» (2005);
- «Немирів у малюнках Георгія Малакова» (2008);
- «Минувшина Немирова» (2008);
- «Городецький. Виклик будівничого» (текст — 2008);
- «Київ. 1939—1945. Постскриптум» (2009);
- «Ніби й не було війни…» (2009);
- «У Києві 50-х» (2011);
- «Мальовнича Україна» (2011);
- «Георгій Малаков. Життя і творчість» (2016 — у співавторстві із Наталією Белічко);
- «Георгій Малаков. Життя в малюнках і спогадах» (2016);
- «На Львівській площі Києва» (2016);
- «Весла і колеса киян Подборських», фотоальбом (грудень 2018; видавництво «Київ — Париж — Дакар»);
- «У Києві 60-х» (2020, у співавторстві з Іриною Малаковою).

монографій
- «Архітектор Городецький. Архівні розвідки» (про Владислава Городецького; перше видання — 1999, друге видання, розширене і доповнене — 2013);
- «Особняки Києва» (2004 — у співавторстві з Ольгою Друг);
- «Прибуткові будинки Києва» (2009);
- «Архітектор Григор'єв. Київський спадок» (2010, про Сергія Григор'єва);
- «Архітектор Осьмак. Нездолана шляхетність» (2012, про Василя Осьмака);
- «Архітектор Безсмертний. Доцільність і естетика» (2013, про Володимира Безсмертного);
- «Архітектор Шехонін. Три епохи» (2017, про Миколу Шехоніна).

спогадів
- «Оті два роки… У Києві при німцях» (2002);
- «Кияни. Війна. Німці» (2008, 2010);
- «Повоєння. Спогади Киянина» (2013);
- «Долі киян (1941—1943)» (2017);
- «Про киян відомих і призабутих» (2019).

Підготовлено до друку альбом «„Декамерон“ в ілюстраціях Георгія Малакова».
Брав участь у  радіо- та телепередачах з історії Києва. Автор низки статей в Енциклопедії сучасної України
Був першим, хто розвінчав автентичність спогадів Ірини Хорошунової про період окупації Києва, вважаючи їх фальшивкою.